# Aslambek Ismaïlov
Aslambek Abdoullaevitch Ismaïlov (russe : Асланбек Абдуллаевич Исмаилов), né le 11 septembre 1963 à Chali en Tchétchénie et décédé le 1er février 2000 à Grozny en Tchétchénie, est un homme d'État et chef militaire tchétchène, général de brigade de l'armée nationale d'Itchkérie. Pendant la première guerre de Tchétchénie en 1995, il dirige la défense de la ville d'Argoun. En août 1996, avec Maskhadov, il planifie l'opération Jihad pour libérer la capitale de la Tchétchénie des troupes russes et fut l'un des principaux commandants de l'opération. Pendant la deuxième guerre tchétchène, il est chef d'état-major de la défense de Grozny en 1999-2000 (commandant de toutes les forces de résistance tchétchène à Grozny). Il occupe le poste de ministre de la Construction, ainsi que le poste de commandant adjoint des forces armées de la république tchétchène autoproclamée d'Itchkérie, et est l'un des organisateurs de la prise d'otages de Boudionnovsk. Il était populairement connu sous le surnom de « Petit Aslanbek » (russe : Маленький Асланбек). Ismaïlov meurt le 1er février 2000, lorsqu'il heurte une mine en quittant Grozny à travers un champ de mines.